# Michaela Hamilton
Michaela Hamilton, född 18 december 1991, är en svensk manusförfattare.
Hamilton var manusförfattre till Netflix-filmen "En del av dig" som hade premiär den 31 maj 2024.